# Таш-Кура
Таш-Кура (рос. Таш-Кура, крим. Taş Qora, Таш Къора) — маловодна річка в Україні у Білогірському районі Автономної Республіки Крим, на Кримському півострові. Права притока річки Сарису (басейн Азовського моря).

## Опис
Довжина річки 11 км, площа басейну водозбору 31,5 км², найкоротша відстань між витоком і гирлом — 10,28 км, коефіцієнт звивистості річки — 1,07. Формується декількома безіменними струмками та загатами.

## Розташування
Бере початок на західній стороні від села Пчолине (до 1945 року — Куртлук, крим. Qurtluq, рос. Пчелиное)  та на північно-західній стороні від урочища Карабі-Яйла. Тече переважно на північно-східній через село Новокленове (1945 року — Уч-Коз, крим. Üç Köz, рос. Новоклёново)  і між селами Новогригорівка (крим. Novogrigoryevka, рос. Новогригорьевка)  та Олександрівка (до 1945 року — Отаркой, крим. Otarköy, рос. Александровка)  впадає у річку Сарису, ліву притоку Біюк-Карасу.
Населені пункти вздовж берегової смуги: Яковлівка (до 1945 року — Кади-Елі, крим. Qadı Eli, рос. Яковлевка) 

## Цікаві факти
- На північній стороні від гирла річки пролягає автошлях Р23 (автомобільний шлях регіонального значення на території України, Сімферополь — Зуя — Білогірськ — Старий Крим — Феодосія).
- На початку XX століття вважалося, що річка утворюється злиттям Неймановой балки і джерел Чардикли, Учкос[2].
- В минулому століття понад річкою існувало багато водяних млинів[3][4].